# 苏德祥
苏德祥（？－？），青州（今山东益都）人。生卒年不详。
后汉宰相苏禹珪之子，宋太祖建隆四年（963年）癸亥科状元。還鄉時，当地太守为其设宴庆祝。席间，太守令伶人献辞，辞有：“昔年随侍，尝为宰相郎君；今日登科，又是状元先辈。”官至右补阙。